# 塔里库河
塔里库河（Tariku River）位于印度尼西亚巴布亚省北部。在荷兰殖民时期，其被称为罗菲尔河（Rouffaer River）。塔里塔图河由岛北部的中央山区山脉向东延伸。最终与塔里塔图河汇合成曼伯拉莫河。